# Menarys
Menarys is een in Noord-Ierse warenhuisketen, die twintig winkels onder zijn eigen naam exploiteert. Daarnaast exploiteert het bedrijf elf winkels onder het merk 'Tempest' en sinds mei 2010 een online winkel. Het hoofdkantoor is gevestigd in Moygashel, Dungannon.

## Geschiedenis
De groep ontstond in 1923 met de opening van een winkel in Cookstown door de textielhandelaar Joseph Alexander. Deze opende later een tweede winkel in Dungannon. In de jaren 1970 nam hij winkels in de omgeving van Craigavon over van de broers Menary, waarna deze naam werd gebruikt voor de verdere uitbreiding van de groep. De naam van Joseph Alexander verdween bij de winkels in Dungannon en Cookstown, hoewel het café in de winkels in Dungannon, Cookstown, Lisburn, Bangor en Newtownards ter nagedachtenis aan hem 'Joseph's' wordt genoemd. Het hoofdkantoor van de groep, gelegen in Moygashel, nabij Dungannon, heet 'Alexander House'.  

## Activiteiten
Menarys ontvangt een commissie uit de verkoop van concessiehouders, waarvan de grootste Arcadia is, goed voor ongeveer 15 procent van alle verkopen. Er wordt aangenomen dat het in totaal tussen de £ 5 en 6 miljoen per jaar bedraagt. In oktober 2019 was de omzet van het bedrijf gegroeid tot bijna £ 20 miljoen, met een winst vóór belastingen van meer dan £ 340.000. 

## Assortiment
De winkel was opgezet als een textielwinkel en bood een assortiment van kleding en beddengoed aan. Het assortiment van Menarys is uitgebreid met huishoudelijke artikelen, kookgerei, lingerie, accessoires, reisartikelen en cosmetica aan. De Tempest-winkel bieden een assortiment bestaande uit bekende merken die gericht zijn op jongere damesmode.

## Vestigingen
Menarys heeft vestigingen op de volgende locaties in Noord-Ierland:
- Bangor;
- Coleraine;
- Cookstown;
- Dungannon;
- Larne;
- Limavady;
- Lisburn;
- Newry (2 winkels);
- Newtownards;
- Omagh;
- Craigavon en
- Strabaan.

In Ierland zijn er filialen in:
- Letterkenny en
- Carrick-on-Shannon.